# John Griscom
 (février 2024).
Pour les articles homonymes, voir Griscom.
John Griscom (27 septembre 1774 - 26 février 1852) est un conférencier et éducateur américain, l'un des premiers à enseigner la chimie en Amérique.

## Biographie
John Griscom est né le 27 septembre 1774 à Hancock's Bridge, New Jersey.
Il enseigne au Queens College (aujourd'hui Université Rutgers) de 1812 à 1828, puis à l’Université Columbia. Il fonde la première organisation de lutte contre la pauvreté de New York, la Société New-Yorkaise pour la prévention de la paupérisation (New York Society for the Prevention of Pauperism),. Il a également crée le Lycée de New York (New York High School) en 1825, la première école d’enseignement mutuelle à New York,,. En 1836, il est élu membre de la Société américaine de philosophie.
Il meurt le 26 février 1852 à Burlington, dans le New Jersey.